# Gare de Lalbenque - Fontanes
Gare de Lalbenque - Fontanes vasútállomás Franciaországban, Lalbenque településen.

## Vasútvonalak
Az állomást az alábbi vasútvonalak érintik:
- Orléans–Montauban-vasútvonal

## Kapcsolódó állomások
A vasútállomáshoz az alábbi állomások vannak a legközelebb:
- Gare de Caussade (Gare de Montauban-Ville-Bourbon, Orléans–Montauban-vasútvonal)
- Gare de Cahors (Gare des Aubrais - Orléans, Orléans–Montauban-vasútvonal)